# Тротуарна астрономія

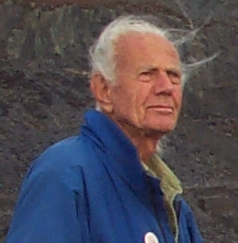
Джон Добсон у 2002 році

Тротуарна астрономія — вид аматорської астрономії, заснований Джоном Добсоном у 1960-х роках. Він полягає в тому, що астрономи-любителі виносять свої телескопи на міські вулиці (звідси й назва) і запрошують перехожих безкоштовно дивитися на небесні об'єкти, розповідаючи про побачене.

## Особливості
Тротуарна астрономія відрізняється від звичайних аматорських астрономічних спостережень тим, що організатори першої тяжіють до людних місць (міських площ, вулиць тощо), тоді як другим більше підходять темні незаселені райони, де відсутнє світлове забруднення. Причини цього зрозумілі: основною метою тротуарної астрономії є залучення якомога більшої кількості людей, щоб дати їм можливість спостерігати нічне небо в телескоп. Зазвичай два або кілька астрономів-любителів встановлюють невеликі телескопи і закликають перехожих поглянути в них. Через освітленість місць спостережень, основними астрономічними об'єктами є Місяць, планети і найяскравіші зорі, які видно попри сильне світлове забруднення. Іноді подібні заходи проводяться і вдень; тоді об'єктом спостереження стає Сонце (через спеціальний сонячний телескоп). Велика увага приділяється поясненню побаченого і відповідям на питання допитливих перехожих.

## Історія
Першою людиною[джерело?], хто виніс свій телескоп на вулиці міста і запросив перехожих подивитися в нього, був Джон Добсон, американський астроном-любитель, який винайшов відоме тепер у всьому світі монтування для телескопа, назване його ім'ям (монтування Добсона). У 1968 році він зі своїми двома учнями заснував асоціацію тротуарних астрономів (Sidewalk Astronomers), відділення якої розкидані тепер по всьому світу, зокрема й в Україні (Харків, Дніпро). Основними цілями асоціації і донині є:
1. дати людям шанс своїми очима побачити небесні об'єкти в телескоп;
2. пояснити їм побачене.[1]

Попри існування асоціації, астрономи-любителі, не пов'язані з нею, але, натхнені її прикладом, продовжують виходити зі своїми телескопами на вулицю щоразу, коли ясне небо супроводжує їхнє бажання показати людям планети, зорі і Місяць.